# Серафимовский городок
Серафи́мовский городо́к (Серафимовский участок) — жилмассив эпохи авангарда в Кировском районе Санкт-Петербурга, включающий застройку проспекта Стачек (дома 29-35), улицы Белоусова и Турбинной улицы. Построен в 1925—1928 годах по проекту архитекторов А. И. Гегелло, А. С. Никольского и Г. А. Симонова — авторов возведённого в то же время к северо-западу от Серафимовского городка жилмассива на Тракторной улице. Здания обоих жилмассивов имеют много общих черт, участвуя в организации данного участка важнейшей магистрали района — проспекта Стачек.
Объект культурного наследия России регионального значения.

## Описание
Основной акцент ансамбля — пропилейные четырёхэтажные дома с отступом от красной линии, фланкирующие въезд с проспекта на улицу Белоусова. В отличие от Тракторной улицы, здесь они связаны с соседними корпусами не полуарками, а узкими арками, над которыми проходят дополнительные перемычки. Впрочем, знакомые полуарки здесь всё же есть — над двумя другими проходами внутрь квартала. В остальном пространственное решение в корне отличается от Тракторной улицы. Большинство домов расположено не вдоль улицы Белоусова, а к северу от неё, между проспектом Стачек и Турбинной улицей.
Наряду с Палевским жилмассивом, Серафимовский городок — один из первых опытов квартальной застройки. Трёхэтажные дома расположены по линиям трёх улиц, между ними — большой зелёный двор.
Прямоугольные формы корпусов обогащены скруглёнными выступами лестничных клеток и полукруглыми наземными эркерами. Из выступающих частей вырастают балконы, особенно интересны балконы с глухими парапетами, обходящие углы зданий и врезающиеся в цилиндрические объёмы эркеров.
Название связано с улицей Серафимовской (с 1923 года вошла в улицу Трефолева) и храмом преподобного Серафима Саровского, стоявшего во дворе дома № 15 по ул. Белоусова.